# 苦楝諸葛介
苦楝諸葛介（学名：Chukocythere picrasmia）为粗面介科諸葛介屬下的一个种。